# Coliseo del Café
El Coliseo del Café es un escenario deportivo ubicado en la ciudad colombiana de Armenia en el departamento del Quindío. Fue construido e inaugurado en el año 1988. Su más reciente remodelación tuvo lugar en 2023. Su aforo es de 9000 espectadores.
En su historia, este escenario deportivo ha albergado baloncesto y microfútbol profesional al igual que otros grandes eventos deportivos como los Juegos Bolivarianos de 2005.